# Botanical Society of America
Botanical Society of America (Amerykańskie Towarzystwo Botaniczne) – stowarzyszenie botaników profesjonalnych i amatorów, naukowców, nauczycieli i studentów obecne w ponad 80 krajach całego świata. Powstało w 1893 roku, utworzone na podstawie Botanical Club of the American Association for the Advancement of Science. Celem tej organizacji jest promocja botaniki. Członkostwo w instytucji jest płatne, wiąże się z szeregiem przywilejów (ułatwienie kontaktów naukowych i publikowania w czasopismach stowarzyszenia, otrzymywanie kwartalnego biuletynu, obniżony koszt udziału w konferencjach i inicjatywach organizacji).

## Struktura
Organem zarządzającym jest komitet wykonawczy (Executive Committee) wspierany przez radę (Council). Prezydentem organizacji w latach 2007–2008 jest Pamela Soltis z Uniwersytetu Florydzkiego, sekretarzem z kadencją 2006–2009 jest Stephen G. Weller z Uniwersytetu Kalifornijskiego w Irvine. W skład rady wchodzą m.in. przedstawiciele studentów, redaktorzy wydawnictw i reprezentanci wszystkich sekcji tematycznych i regionalnych. Stowarzyszenie dzieli się na 16 sekcji tematycznych: briologiczną i lichenologiczną, rozwoju i budowy, ekologiczną, botaniki stosowanej, genetyczną, historyczną, mikologiczną, paleobotaniczną, fykologiczną, fizjologiczną, fitochemiczną, pteridologiczną, systematyczną, nauczania i biologii tropikalnej. Posiada też sekcje regionalne w Stanach Zjednoczonych: północno-wschodnią, śródkontynentalną, południowo-wschodnią i pacyficzną.

## Wydawnictwa
Towarzystwo wydaje następujące czasopisma:
- American Journal of Botany – od 1914
- Plant Science Bulletin – od 1955